# Maximilià de Liechtenstein
Maximilià de Liechtenstein (1578 - Raab, 1645) membre de família noble de Moràvia i militar. Era germà de Karl el primer príncep de Liechtenstein. Va estar al càrrec dels exèrcits dels Habsburg com a oficial superior.

## Vincles familiars
Va néixer el 6 de novembre de 1578 dins d'una família noble. El seu pare era el baró de Liechtenstein, membre del consell imperial de l'emperador Hartmann II. La seva mare, Anna Maria (1547–1601), era filla del comte Karl von Ortenburg. El germà de Maximilià, Karl havia estat beneficiat amb el títol de príncep.
Als dinou anys es va casar amb Katharina Schembera von Czernahora, noble de Boskowitz, que era germana de l'esposa del seu germà Karl.
Després de la mort del seu sogre, Johann Schembera von Boskowitz, el gener de 1597, quedava extingida la línia successòria per via masculina i ell va ser l'hereu, rebent dues possessions a la Baixa Àustria.

## Carrera militar

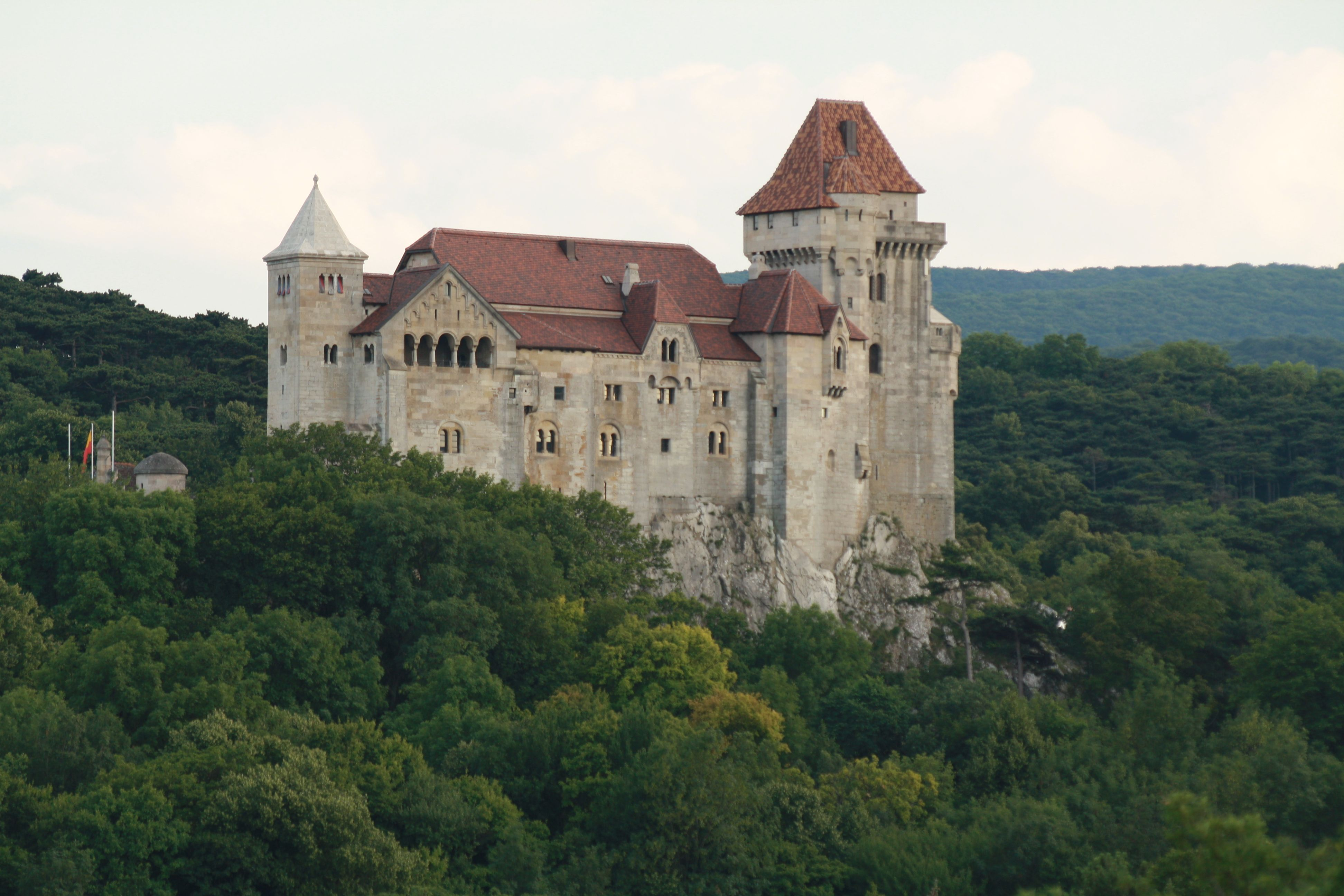
Castell Liechtenstein BaixaÀustria, residència dels barons de Liechtestein, actualment convertida en museu

El 1600 va lluitar com a voluntari en defensa de l'atac otomà, durant el setge de Kanitza, que malauradament van perdre.
Igual que els seus germans el 1601 es va convertir al catolicisme tot i que s'havia educat en la fe luterana. L'emperador Rudolf II el va recompensar nomenant-lo conseller imperial i va entrar a formar part de l'exèrcit imperial de forma oficial. El 1604 va lluitar sota les ordres de Giorgio Basta a Esztergom però aquesta vegada la victòria va estar a favor dels austriacs i els turcs van haver de fugir.
L'any següent encara estava lluitant a Hongria quan va ser encomanat d'anar a Moràvia a reclutar més soldats per a lluitar contra els otomans. El 1608, quan Rudolf II va entrar en disputes amb el seu germà Mattias, Maximilià es va posicionar a favor de Mattias, que el va nomenar coronel comandant de l'artilleria de l'exèrcit de Bohemia.
El 1612 Maximilià va prendre part en la batalla contra Venècia. El 1613 es va convertir en conseller imperial i va ser nomenat capità de cavalleria. El mateix any va acompanyat l'emperador a la reunió de les corts a Regensburg. Dins les celebracions que van tenir lloc amb relació a l'esdeveniment, Maximilià va participar en tornejos a l'estil medieval.

## Revolta de Bohemia

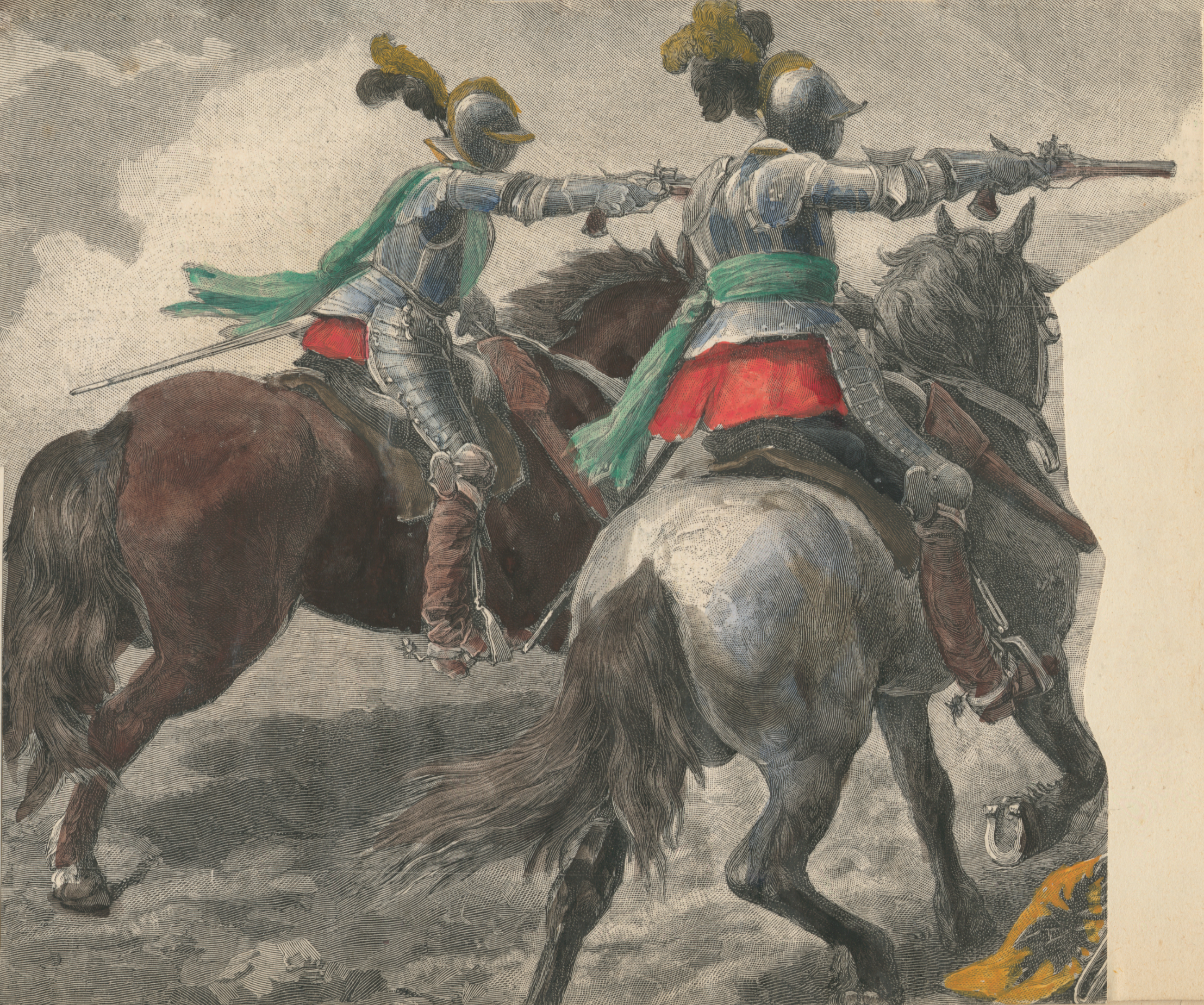
Cuirassiers a cavall amb el seu equipament de protecció i armes de foc

Amb l'esclat de la revoltes a Bohemia el 1618, Maximilià va acudir en suport del rei Ferran II. Se li va encomanar la formació de 500 soldats de cavalleria, els "cuirassiers" i va servir en l'exèrcit comandat per  comte de Bucquoy. Durant la retirada es va distingir en la protecció de les tropes en el seu trànsit pel Danubi. Després se li va encomanar el govern de la ciutat de Krems, la qual va haver de defensar el novembre de 1620.
Durant la batalla de la muntanya Blanca va tenir una actuació destacada lluitant amb les tropes de la lliga catòlica. Després va ser enviat a Praga a custodiar les joies de la corona. El 1621 va participar en la campanya contra els rebels hongaresos i va fer la difícil comanda de fer-se'n càrrec de la substitució del comandant Bucquoy després que aquest hagués mort. Els opositors es van enfortir mentre que a les seves files els soldats anaven desertant perquè no se'ls pagava i mancaven subministraments. Maximilià va optar per retirar-se a Bratislava. El 1622 va combatre a Silèsia i el mateix any va capturar la fortalesa Kłodzko, que havia estat en mans dels insurgents des de 1618.
Pels seus serveis l'emperador el va recompensar amb 100.000 florins més les posicions reconquerides de Kaunitz. El 1623 va lluitar de nou contra els hongaresos, per a després prendre el comandament suprem de totes les forces imperials a Bohèmia. En 1623 per primera vegada va lluitar de nou contra els hongaresos, per després prendre el comandament suprem de totes les forces imperials a Bohèmia. El 1624 es va fer càrrec de la protecció militar de l'expulsió dels clergues no catòlics de Moràvia.

## Darreres comandes

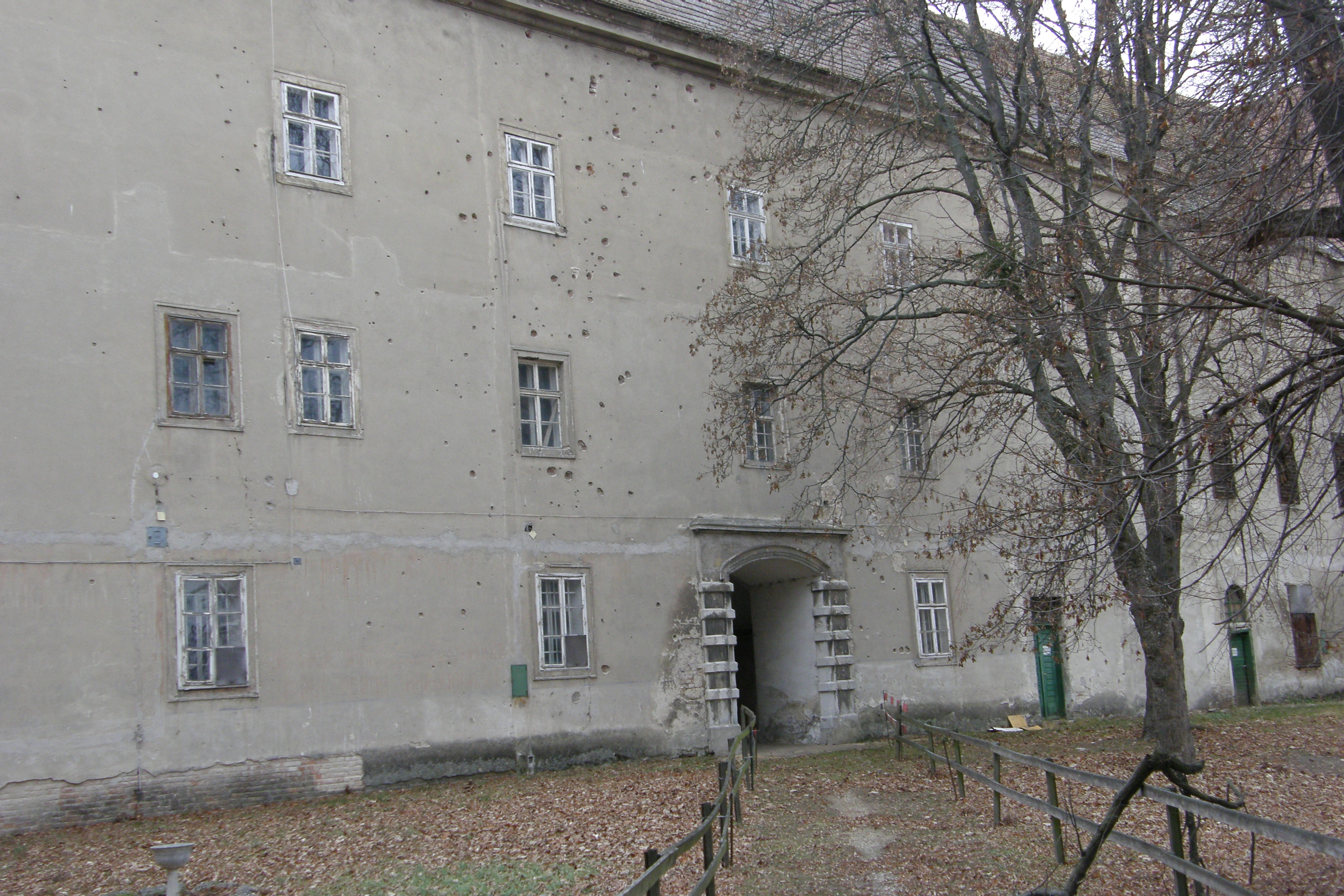
palau de Rabensburg

Després d'haver-se retirat de la vida militar, el 1628 va tornar a ser requerit per a comandar l'exèrcit imperial durant un curt temps.
Però no va ser fins a 1638 que es va fer càrrec, amb el rang de mariscal de camp, de la defensa de la fortalesa hongaresa Raab a Győr i els seus voltants. Va triar com a residència preferida el palau de Rabensburg a la Baixa Àustria. Va ampliar i remodelar l'antic castell, millorant la decoració de la sala principal amb pintures que narraven les seves experiències de guerra. A més, va afegir fortificacions modernes.
Després de la mort del seu germà Karl el 1627 va exercir, juntament amb el seu germà Gundaker, la tutela del seu nebot el prínep hereu Karl Eusebius, fins que el 1632 el van declarar major d'edat. Durant aquest temps va ser el principal responsable de l'aplicació de la Contrareforma en les possessions dels Liechtenstein. El ducat d'Opava(Troppau) havia estat durant la guerra dels trenta anys en possessió dels protestants i ara que l'havíen recuperat, gràcies al general Wallenstein, es van haver d'adaptar amb violència a les noves normes.

## Mort

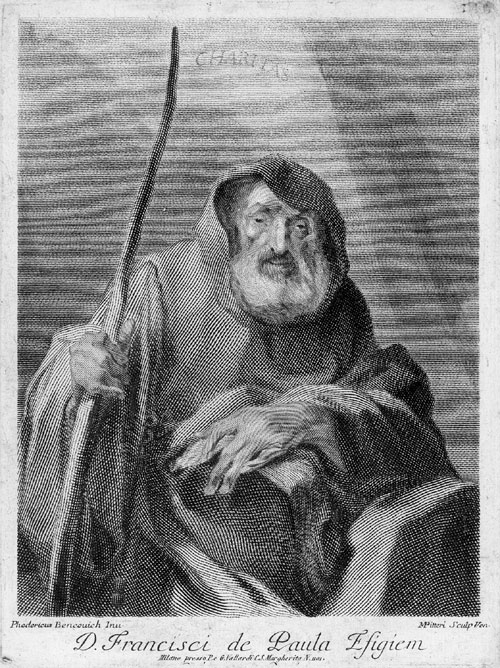
Francesc de Paula, creador de l'orde dels mínims, als qui Maximilià va confiar les restes mortals de la seva família

Maximilià de Liechtenstein i la seva esposa no van tenir fills. La parella va fer nombroses fundacions en favor de diversos monestirs, entre d'altres van fundar el 1633 a  Wranau un convent de l'dels mínims Paulaner que va servir de sepulcre per als primers membres de la família del principat dels Liechtenstein. Després de la seva mort, el seu germà Gundaker i el nebot Karl Eusebius es van dividir l'herència entre ells.